# Bos Wars
A Bos Wars (korábbi nevén Battle of Survival) egy nyílt forráskódú keresztplatformos valós idejű stratégiai videójáték. A projektet Tina Petersen indította 2004-ben, a jelenlegi projektvezető François Beerten. A játékot C++ és Lua nyelven írták az SDL szoftverkönyvtár felhasználásával.
A Bos Wars rajta volt a LinuxLinks "A legjobb 42 ingyenes Linux játék" listán, valamint a későbbi legjobb 100-as listájukon is.
A Bos Wars felhasználja Eric Kok "Adaptív megerősítést tanuló ágensek az RTS játékokban" című szakdolgozatát.
A Bos Wars jelenleg a Stratagus motoron alapuló játékmotort használja és a Stratagus projektet egyesítették a Bos Wars projekttel röviddel azután, hogy a motor megváltozott.

## Játékmenet
A játék térképén kezdetben minden területet "köd" (fog of war) borít, amelyek a játékos egységei látótávolságán kívül esnek. Amint az egységek felderítik a térképet, a sötétség elmúlik. Ha a felderített területek ismét kívül esnek a látótávolságon, újra sötétség borítja a térképet elrejtve az ellenséges egységek mozgását azokon a területeken.
Minden játékosnak ugyanolyan épületeik és egységeik vannak. Nincsenek fejlesztések a játékban, azonnal építhető minden épület, repülő, földi egység és katona, amint elegendő nyersanyag összegyűlt az építésükhöz.
A játék nyersanyagai a magma és az energia. Magmát a mérnökök és a kombájnok gyűjthetnek a sziklákból, vagy készíthető a forró pontokon a magmapumpákkal. Energiát a mérnökök és a kombájnok nyerhetnek ki a fákból vagy gombákból, vagy előállítható erőművekkel.
Háromféle épülettípus létezik a játékban: vannak alap-, egységgyártó- és védelmi épületek. Az alapépületek az erőművek (power plant), a magmapumpák (magma pump), a radar, a kamera és a páncélterem (vault). Az egységgyártó épületek a kiképzőtábor (training camp), a járműgyár (vehicle factory), a kórház (hospital) és a repülőgyár (aircraft factory). Végül a védelmi épületek a gépfegyverállás (gun turret), az ágyú (cannon) és a rakétakilövő (missile silo).

## Online játék
Bár hivatalos központi szerver még nem jött létre, a Bos Wars támogatja a többszemélyes online játékot, feltéve, hogy a felhasználók képesek megszerezni a potenciális ellenfeleik IP-címeit. Egyes weboldalak lehetőséget biztosítanak a felhasználóknak az IP címeik könnyű megosztására.

## Fordítás
- Ez a szócikk részben vagy egészben  a   Bos Wars című angol Wikipédia-szócikk fordításán alapul.  Az eredeti cikk szerkesztőit annak laptörténete sorolja fel. Ez a jelzés csupán a megfogalmazás eredetét és a szerzői jogokat jelzi, nem szolgál a cikkben szereplő információk forrásmegjelöléseként.